# Carlo Ruelle
Carlo Ruelle (Livorno, 1858 – Bologna, 27 agosto 1917) è stato un generale italiano, che prestò prettamente servizio nel Corpo di Stato maggiore. Negli anni prima della Grande Guerra fu comandante del 31º Reggimento fanteria, Capo di stato maggiore del III Corpo d'armata, Capo ufficio dello Scacchiere Occidentale del Corpo di Stato maggiore, comandante della Brigata Lombardia, e della 11ª Divisione territoriale di Bologna. Dopo lo scoppio della guerra con l'Impero austro-ungarico fu comandante del VI Corpo d'armata operante sul fronte dell'Isonzo.

## Biografia
Nacque a Livorno, allora facente parte del Granducato di Toscana, nel 1858. Frequentò la Regia Scuola Militare di Modena, dalla quale uscì nel 1877 come sottotenente, assegnato all'arma di fanteria, corpo dei bersaglieri. Fece il servizio di prima nomina nel 6º Reggimento bersaglieri, venendo promosso tenente nel 1880. Nel quadriennio successivo fu allievo presso la Scuola di guerra dell'esercito di Torino, venendo promosso capitano a scelta nel 1884.
Nel gennaio 1887 fu trasferito allo Stato maggiore, divenendo addetto alla Divisione militare di Ravenna. Verso la fine dell'anno successivo entrò a fra parte del Comando di Corpo di Stato maggiore, presso l'ufficio Intendenza, rimanendovi fino al gennaio 1889, quando divenne insegnante di storia militare, arte militare e fortificazione, presso l'Accademia navale di Livorno, e alla. Fu promosso maggiore nel dicembre 1892, e tra quell'anno e il 1894, per alcuni mesi fu a capo della Sezione alle esercitazioni pratiche presso la Scuola di guerra, e negli altri mesi eseguì missioni di ricognizione all'estero. Durante i torbidi dei Fasci siciliani (1894-1895) fu Regio Commissario Prefettizio a Corleone, trasferito poi, nel maggio 1895, allo Stato maggiore del VII Corpo d'armata in qualità di Sottocapo di Stato maggiore. Nel gennaio 1896 divenne insegnante presso la Scuola di guerra, dove rimase fino al luglio 1898, quando divenne tenente colonnello di stato maggiore. Nel luglio 1900 assunse l'incarico di Capo di stato maggiore della Divisione militare di Brescia, e promosso colonnello, nel marzo 1901 fu nominato comandante del 31º Reggimento fanteria. Nel gennaio 1903 divenne Capo di stato maggiore del III Corpo d'armata, assumendo verso la fine di quell'anno, la carica di Capo ufficio dello Scacchiere Occidentale del Corpo di Stato maggiore. Nel marzo 1908 fu promosso maggior generale, assumendo il comando della Brigata Lombardia, e la carica di Capo di stato maggiore della 1ª Armata, allora al comando del tenente generale Carlo Caneva. Nel giugno 1911 diviene comandante militare della Sardegna, e promosso tenente generale, nel luglio 1912 assume il comando della 11ª Divisione territoriale di Bologna.
Nell'aprile 1915 assunse il comando del VI Corpo d'armata, che all'atto della mobilitazione generale si trovava inquadrato nella 3ª Armata del generale Luigi Zuccari. Dopo l'entrata in guerra del Regno d'Italia (1861-1946), avvenuta il 24 maggio, operò sul fronte orientale sotto il nuovo comandante dell'Armata, il generale Emanuele Filiberto di Savoia-Aosta. Subito dopo l'inizio delle operazioni il suo Corpo d'armata venne trasferito alle dipendenze della 2ª Armata del generale Pietro frugoni. Nel mese di agosto fu esonerato dal comando dal generale Luigi Cadorna in quanto accusato di essere sceso a patti con gli appartenenti a una brigata di fanteria che non volevano rimanere in trincea per un'operazione. Egli promise loro che sarebbe stata l'ultima volta, ma Cadorna, venutolo a sapere lo esonerò dal comando per via telegrafica, sostituendolo con Luigi Capello.  Cercò di opporsi alla destituzione e di ottenere un provvedimento di riesame, presentando un memoriale difensivo al Presidente del Consiglio dei Ministri Antonio Salandra, in cui spiegava che invece di punire i soldati, aveva solo cercato di farli calmare, e facendo notare il grave stato di impreparazione dell'esercito. Insufficienti le artiglierie, cui scarseggiava il munizionamento, tanto che era necessario toglierlo a un corpo d'armata per trasferirlo ad un altro, troppo grande la zona di inizio delle operazioni, con le truppe disperse in un'area molto vasta, e intraprendendo operazioni belliche anche dove non lo si doveva fare. Inoltre si rilevava che si era intrapresa la battaglia sulla linea dell'Isonzo senza averla ben pianificata.
Consegnò il memoriale, ed ebbe un colloquio con il Ministro delle poste Vincenzo Riccio, ma senza ottenere alcun risultato. Con Decreto Luogotenenziale del 12 settembre 1915 viene iscritto nei ruoli della riserva.
Si spense a Bologna il 27 agosto 1917, lasciando la moglie, signora Maria Castelli, e due figli, Carlo Alberto e Renzo.

## Pubblicazioni
- Guida allo studio della logistica Volume I: "Delle operazioni logistiche", pubblicato in proprio, 1900.
- Guida allo studio della logistica Vol.II: "Della costituzione e del funzionamento dei servizi logistici", pubblicato in proprio, 1900.
- Guida allo studio della logistica Vol.III: "La logistica in montagna nelle guerre coloniali e nelle guerre d'assedio", pubblicato in proprio, 1900.

### Fonti
1. 1 2 3 4 5 6 7 8 9 10  Il Resto del Carlino n.301, del 27 agosto 1917, p. 3.
2. 1 2 3  Almanacco Italiano 1918, p. 556.
3. ↑   Bollettino ufficiale delle nomine, promozioni e destinazioni negli ufficiali e sottufficiali del R. esercito italiano e nel personale dell'amministrazione militare, 1913,  p. 399. URL consultato il 12 aprile 2020.
4. 1 2  Almanacco Italiano 1918, p. 557.
5. 1 2  Pelagalli 2011, p. 20.
6. ↑  Silvestri 1971, p. 123.
7. 1 2 3 4  Finizio 2017, p. 90.